# Thomas Baker (aviateur)
Vous lisez un « bon article » labellisé en 2022.
Pour les articles homonymes, voir Thomas Baker et Baker.
Thomas Baker, né le 2 mai 1897 à Smithfield (Australie) et mort le 4 novembre 1918 à Ath (Belgique) est un soldat, aviateur et as australien de la Première Guerre mondiale. 
Né en Australie-Méridionale, il pratique de nombreux sports dans sa jeunesse et développe un vif intérêt pour l'aviation. Il est employé comme commis à la bank of New South Wales, avant de s'engager dans les forces armées impériales australiennes en juillet 1915, pour servir pendant la Première Guerre mondiale. Affecté à une unité d'artillerie sur le front occidental, il reçoit la médaille militaire pour avoir effectué de nombreuses réparations sur une ligne de communication alors qu'elle était soumise à de violents tirs d'artillerie. En juin 1917, il reçoit une barrette à sa décoration pour son rôle dans l'extinction d'un incendie dans l'une des fosses à canon de l'artillerie qui mettait en danger environ 300 obus à shrapnel et des explosifs.
En septembre 1917, il postule pour un poste de mécanicien dans l'Australian Flying Corps. Au lieu de cela, il est sélectionné pour suivre une formation de pilote, et suit des cours au Royaume-Uni. Il obtient son diplôme de pilote et est nommé second lieutenant en mars 1918. Affecté au service actif en France en juin, il rejoint les rangs du No. 4 Squadron AFC. Au cours des quatre mois suivants, il atteint le grade de captain et abat 12 avions allemands, devenant un as. Il est abattu et tué le 4 novembre 1918. En février 1919, il reçoit à titre posthume la Distinguished Flying Cross.

## Jeunesse
Thomas Charles Richmond Baker nait à Smithfield, en Australie-Méridionale, le 2 mai 1897,. Il est le fils aîné de Richmond Baker, instituteur et agriculteur, et de son épouse Annie Martha (née Gardner). Il fait ses études au St Peter's College d'Adélaïde. Pendant ses années scolaires, il pratique de nombreux sports comme l'aviron, le tennis et le football, en plus d'être membre du corps des cadets (en). Dans sa jeunesse, il s'intéresse de près à l'aviation, et la construction de modèles réduits d'avions devient « son principal passe-temps ». Après avoir obtenu son diplôme d'études secondaires en 1914, il est embauché comme commis à la succursale d'Adélaïde de la Bank of New South Wales. À cette époque, il rejoint le 11th Royal Australian Engineers de l'armée de réserve australienne.

## Première Guerre mondiale

### Force impériale australienne
Le 29 juillet 1915, Thomas Baker s'engage dans les forces armées impériales australiennes pour servir durant la Première Guerre mondiale. Affecté comme renfort à la 6e brigade d'artillerie de campagne avec le grade d'artilleur, il embarque à Melbourne à bord du HMAT Persic le 22 novembre, à destination de l'Égypte,. À son arrivée, il est affecté à la 16e batterie avant de rejoindre la France pour servir sur le front occidental. Débarqué en France le 1er juillet 1916, il prend part à la bataille de la Somme.

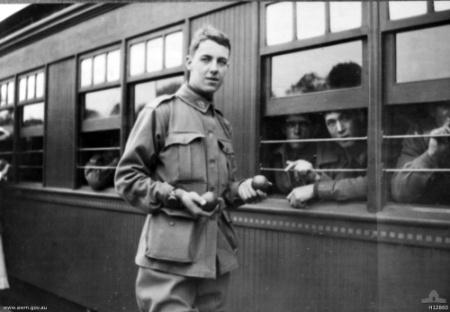
L'artilleur Thomas Baker sur le point de monter à bord d'un train reliant l'Australie-Méridionale à l'État de Victoria pour un entraînement militaire supplémentaire.

Le 11 décembre 1916, il est engagé dans une bataille avec son unité près de Gueudecourt. Pendant l'action, il est affecté comme téléphoniste à l'équipe d'observation avancée envoyée pour communiquer par téléphone sur le tir d'artillerie prévu et sécuriser le champ de tir pour un bombardement. Leur position pendant ce temps se trouve sur une pente à l'avant de la ligne de front australienne, qui est soumise à une observation constante et à l'attention des tireurs d'élite allemands. Pour tenter de maintenir les communications, Thomas Baker s'aventure à quatre reprises pendant l'engagement, à chaque fois sous un barrage d'artillerie lourde des forces allemandes, à réparer la ligne téléphonique à trente endroits différents. En conséquence, la 16e batterie peut aligner précisément son barrage d'artillerie et détruire la tranchée avancée des Allemands. Félicité pour sa « grande bravoure » ainsi que pour « ses bons services et [...] son grand dévouement au devoir », Baker reçoit la médaille militaire,.  L'annonce de la décoration est publiée dans un supplément de la London Gazette le 19 février 1917.

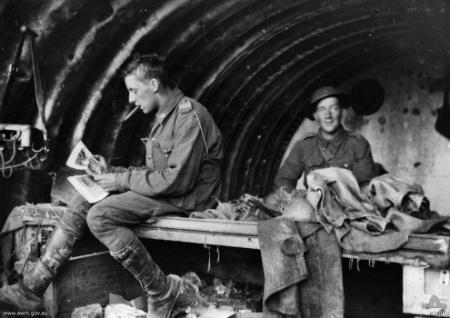
Les artilleurs Thomas Baker et Harrison de la 16e batterie se détendent dans un abri, vers 1916.

En 1917, la 16e batterie est transférée dans le secteur de Messines sur la ligne de front en Belgique. Dans l'après-midi du 21 juin, la position de l'unité est soumise à un violent bombardement d'artillerie, ce qui entraîne l'ordre à tous les hommes d'évacuer les fosses à canon et de se mettre à l'abri. À la suite du barrage, le camouflage recouvrant l'une des fosses à canon prend feu, mettant en danger environ 300 obus à shrapnel et de puissants explosifs. Le sergent-major de la batterie demande immédiatement des hommes pour l'aider à éteindre le brasier ; Thomas Baker et trois autres se portent volontaires. Malgré les tirs d'obus incessants, les quatre hommes récupèrent « au péril de leur vie » rapidement de l'eau d'un puits et des trous d'obus avec des seaux pour éteindre le feu. Le camouflage est complètement détruit, plusieurs sacs de sable ont pris feu, et quelques munitions sont carbonisées. En raison de leurs actions, les trois compagnons de Thomas Baker sont recommandés pour la médaille militaire, et lui pour une barrette ajoutée à la sienne. L'annonce des décorations est publiée dans un supplément de la London Gazette le 21 août 1917.

### Australian Flying Corps
En septembre 1917, Thomas Baker concrétise son ambition de rejoindre l'Australian Flying Corps et demande un transfert pour devenir mécanicien de l'air lorsque l'occasion se présente. Sa demande est acceptée, mais il est sélectionné pour devenir pilote et est affecté à l'entraînement en vol. Embarqué pour le Royaume-Uni le mois suivant, Baker est affecté au No. 5 Training Squadron en tant que pilote cadet pour sa formation. Le 27 mars 1918, il obtient son diplôme de pilote dans l'Australian Flying Corps et est nommé second lieutenant; il a effectué son premier vol en solo plus tôt dans le mois. En mai, il est affecté à un cours à la No. 2 School of Aerial Fighting and Gunnery.
Baker part pour la France le 15 juin 1918 et, à son arrivée le lendemain, est affecté au No. 4 Squadron AFC qui possède des Sopwith Camel,. Le 23 juin, il effectue sa première sortie opérationnelle au-dessus des lignes allemandes ; il est promu lieutenant quatre jours plus tard. Le 31 juillet, il fait partie d'une formation de sept Camel chargés d'effectuer une patrouille au-dessus du territoire tenu par les Allemands. Le groupe traverse les lignes allemandes près de Nieppe, et vole vers Estaires. Ils interceptent rapidement une formation de sept Fokker D.VII, et toute la patrouille plonge immédiatement sur les appareils allemands. Dans la mêlée qui s'ensuit, Thomas Baker réussit à forcer l'un des appareils à atterrir, remportant ainsi sa première victoire aérienne,.
Tout au long du mois d'août 1918, le No. 4 Squadron « maintient un rythme opérationnel élevé » alors que les Alliés lancent une nouvelle offensive sur le front occidental. Le 7 août, Thomas Baker et deux autres pilotes décollent de Reclinghem ; les trois appareils transportent une lourde charge de bombes. En vol au-dessus de Pont-du-Hem, le trio lâche ses bombes sur les cantonnements allemands des environs, avant de repérer deux Albatros D.V. Les trois Australiens se rapprochent des deux appareils. Thomas Baker engage le combat avec un Albatros et ses tirs sectionnent l'aile gauche de l'avion, détruisant ainsi l'appareil,. Neuf jours plus tard, une formation de 65 appareils est rassemblée à partir du No. 88 Squadron RAF, du No. 92 Squadron RAF (en), du No. 2 Squadron AFC et du No. 4 Squadron de Thomas Baker pour effectuer un raid massif sur l'aérodrome allemand d'Haubourdin. La flotte d'avions est équipée d'une gamme de bombes incendiaires et explosives, ainsi que de munitions de mitrailleuses. Dirigés par le captain Harry Cobby, les appareils du No. 4 Squadron sont les premiers à descendre et à attaquer la cible. Lors de l'attaque, Thomas Baker poursuit une voiture d'état-major jusqu'à ce que le véhicule monte sur un talus et se renverse. Il déclarera plus tard que « personne n'a quitté la voiture ». Le raid, qui constitue la plus grande attaque aérienne des forces alliées à ce moment dans la guerre, est un grand succès ; les estimations britanniques concluent à la destruction de 37 avions allemands,.

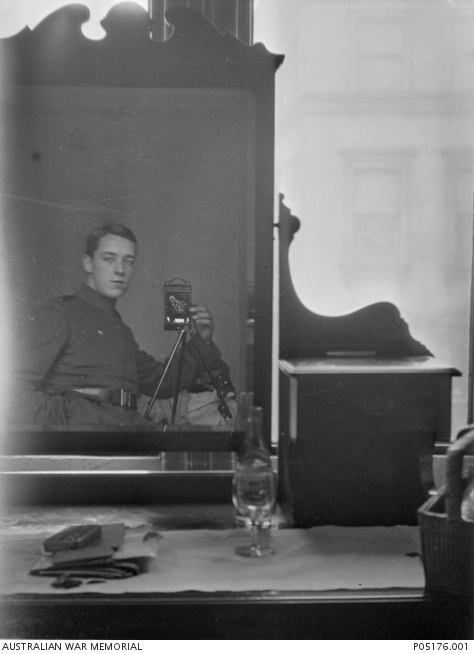
Autoportrait de Thomas Baker réalisé avec un appareil photo Kodak à partir de son reflet dans un miroir de commode.

Le 19 août, Thomas Baker dirige une patrouille de six appareils au-dessus de la Lys. Cinq jours plus tard, il abat un ballon allemand lors d'une mission solitaire par mauvais temps, remportant ainsi sa troisième victoire aérienne. À l'aube du 30 août, il décolle pour une sortie avec les lieutenants Elwyn Roy King et Oscar Ramsay. Au-dessus de Laventie, le trio rencontre trois DFW C.V ; Thomas Baker et Elwyn Roy King éliminent chacun un des appareils,. Vers la fin de ce mois, le No. 4 Squadron se réinstalle à Serny et est peu après rééquipé avec le Sopwith Snipe. Au moment de la conversion, Thomas Baker a atteint le statut d'as sur le Sopwith Camel, ayant abattu six avions allemands,,.
Le 24 octobre, il est promu captain à titre provisoire et devient flight commander au sein du No. 4 Squadron,. Deux jours plus tard, lui et le lieutenant Thomas Barkell dirigent une formation de neuf Snipe. Alors que la patrouille s'approche de Tournai dans l'après-midi, elle intercepte un groupe de quinze Fokker D.VII. Les Snipe se dirigent vers les appareils allemands et Thomas Baker tente d'engager le chef de la formation, mais les mitrailleuses de son Snipe s'enrayent. Il effectue une deuxième tentative et réussit à abattre le Fokker et le mettre hors de contrôle,. Au total, les Australiens détruisent cinq des Fokker avant la fin de l'engagement.
Le 28 octobre, il est crédité de la destruction de trois autres avions allemands lors de deux patrouilles distinctes en Belgique ce jour-là,. Au cours de la seconde excursion, il met hors de contrôle un Fokker, avant d'abattre l'autre au-dessus de Ath,. Le lendemain, il est de nouveau en vol pour une patrouille offensive. Quinze Snipe du No. 4 Squadron patrouillent et, à l'approche de Tournai, rencontrent environ 60 Fokker déjà engagés avec plusieurs avions britanniques. Thomas Baker mène cinq des Snipe à l'assaut, mais la confusion règne pendant plusieurs minutes avant que les hommes ne puissent s'orienter dans le combat. Il assaille deux Fokker qui poursuivent un autre Snipe, et détruit l'un des appareils. Le 30 octobre, une « activité considérable » est observée à l'aérodrome allemand de Rebaix, et une formation du No. 2 Squadron est chargée de bombarder la zone ; une escorte de onze Snipe — dont celui de Thomas Baker — du No. 4 Squadron est affectée à cette tâche. Pendant le bombardement, plusieurs Fokker apparaissent et sont interceptés par les Snipe. Au cours de la bataille qui s'ensuit, Thomas Baker endommage gravement l'un des appareils allemands, qui tombe au sol la queue la première sur le dos. Le Fokker s'avère être la douzième et dernière victoire aérienne de Thomas Baker pendant la guerre ; il a remporté ses cinq dernières victoires en l'espace de trois jours,.

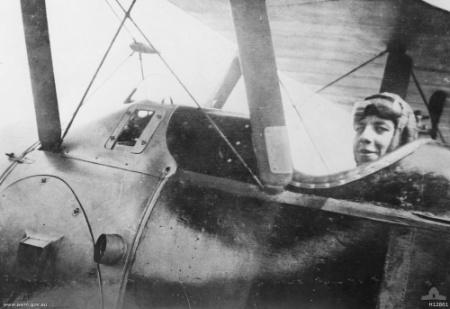
Le captain Thomas Baker assis dans le cockpit d'un Sopwith Camel.

Le 4 novembre 1918, l'ensemble de la No. 80 Wing RAF (en), dont fait partie le No. 4 Squadron, décolle afin de « harceler la retraite allemande sur la route Leuze-Ath » et de bombarder l'aérodrome à l'est de Leuze. Une formation de Sopwith Snipe du No. 4 Squadron est utilisée comme escorte lors du raid initial, puis pour protéger les bombardiers lors de leur retour vers les lignes alliées. Cependant, lorsque les Australiens ont accompli cette dernière tâche, ils sont suivis par une patrouille de douze Fokker. Après avoir vu les bombardiers partir, les Snipe font demi-tour pour affronter les appareils allemands. La bataille fait rage pendant deux ou trois minutes avant de s'éteindre. Lorsque les Snipe se regroupent, ils découvrent que trois pilotes manquent à l'appel, dont Thomas Baker. Ce dernier et son collègue as, le lieutenant Arthur Palliser, sont initialement portés disparus, mais il s'avère par la suite qu'ils ont été victimes du Rittmeister Karl Bolle pendant la bataille,.

## Hommage posthume
Décrit comme « un aviateur des plus courageux [...] et [...] un pilote bien au-dessus de la moyenne » par l'un des hommes de son escadron, Thomas Baker est enterré au cimetière communal d'Escanaffles, en Belgique. Un vitrail de l'église St John's Church of England à Adélaïde est dédié à sa mémoire. Le 8 février 1919, la London Gazette publie l'annonce posthume de l'attribution de la Distinguished Flying Cross à Thomas Baker et indique « [...] Dans toutes ces opérations, il a fait preuve d'une initiative et d'un dynamisme exceptionnels, n'hésitant pas à conduire sa formation contre vents et marées et ne reculant devant aucun danger personnel. ».

## Liste des victoires aériennes
Thomas Baker, au cours de la Première Guerre mondiale, abat sept avions et un ballon et met hors de contrôle quatre autres avions, ce qui fait de lui le quatrième as du No. 4 Squadron après Harry Cobby, Elwyn Roy King et Edgar McCloughry. 
Ci-dessous, les victoires confirmées sont numérotées.
| N° | Date             | Heure   | Appareil      | Ennemi               | Résultat             | Localisation         |
| -- | ---------------- | ------- | ------------- | -------------------- | -------------------- | -------------------- |
| 1  | 31 juillet 1918  | 11 h 35 | Sopwith Camel | Fokker D.VII         | Mis hors de contrôle | Sud-ouest d'Estaires |
| 2  | 7 août 1918      | 14 h 5  | Sopwith Camel | Albatros D.V         | Abattu               | Sud de Laventie      |
| 3  | 24 août 1918     | 15 h 30 | Sopwith Camel | Ballon d'observation | Détruit              | Nord-est d'Estaires  |
| 4  | 30 août 1918     | 6 h 15  | Sopwith Camel | DFW C.V              | Abattu               | Est de Laventie      |
| 5  | 1er octobre 1918 | 8 h 10  | Sopwith Camel | Albatros C.V         | Abattu               | Haubourdin           |
| 6  | 2 octobre 1918   | 7 h 50  | Sopwith Camel | Fokker D.VII         | Abattu               | Est de Fromelles     |
| 7  | 26 octobre 1918  | 15 h 45 | Sopwith Snipe | Fokker D.VII         | Mis hors de contrôle | Est de Tournai       |
| 8  | 28 octobre 1918  | 12 h 0  | Sopwith Snipe | Fokker D.VII         | Abattu               | Sud-est de Tournai   |
| 9  | 28 octobre 1918  | 14 h 55 | Sopwith Snipe | Fokker D.VII         | Mis hors de contrôle | Ath                  |
| 10 | 28 octobre 1918  | 15 h 0  | Sopwith Snipe | Fokker D.VII         | Abattu               | Ath                  |
| 11 | 29 octobre 1918  | 16 h 10 | Sopwith Snipe | Fokker D.VII         | Abattu               | Marcourt-Tournai     |
| 12 | 30 octobre 1918  | 14 h 55 | Sopwith Snipe | Fokker D.VII         | Mis hors de contrôle | Leuze                |